# 伊蘇志東人
伊蘇志 東人（いそし の あづまひと）は、奈良時代の貴族・儒学者。氏姓は楢原造のち伊蘇志（勤）臣。官位は正五位下・大学頭。

## 経歴
聖武朝後半の天平17年（745年）外従五位下に叙せられ、翌天平18年（746年）内位の従五位下となる。天平19年（747年）駿河守に任ぜられるが、任期中の天平勝宝2年（750年）同国の庵原郡多胡浦浜（現在の静岡市清水区）で金を採取して、練金1分と沙金1分を朝廷に献上したことから、3月に東人が5月に親族34人が楢原造から勤（伊蘇志）臣に改姓され、12月には東人が従五位上に昇叙されている。
のち、大学頭兼博士を務め、孝謙朝末の天平勝宝9歳（757年）正五位下に至る。

## 人物
九経に幅広く精通し、名儒と呼ばれた。

## 官歴
注記のないものは『続日本紀』による。
- 天平10年（738年） 4月：見近江大掾[2]
- 時期不詳：正六位上
- 天平17年（745年） 正月7日：外従五位下
- 天平18年（746年） 5月7日：従五位下（内位）
- 天平19年（747年） 3月10日：駿河守
- 天平勝宝2年（750年） 3月10日：楢原造から勤（伊蘇志）臣に改姓。12月9日：従五位上
- 時期不詳：大学頭兼博士
- 天平勝宝9歳（757年） 5月20日：正五位下